# 2490 Bussolini
2490 Bussolini este un asteroid din centura principală, descoperit pe 3 ianuarie 1976 de Felix Aguilar Obs..